# Ferguson (Iowa)
Ferguson é uma cidade localizada no estado americano de Iowa, no Condado de Marshall.

## Demografia
Segundo o censo americano de 2000, a sua população era de 126 habitantes.
Em 2006, foi estimada uma população de 124, um decréscimo de 2 (-1.6%).

## Geografia
De acordo com o United States Census Bureau tem uma área de
0,6 km², dos quais 0,6 km² cobertos por terra e 0,0 km² cobertos por água.

## Localidades na vizinhança
O diagrama seguinte representa as localidades num raio de 12 km ao redor de Ferguson.